# Радукан Афанасій Петрович
Радукан Афана́сій Петро́вич (народився 7 липня 1961) — учасник Афганської війни 1979—1989 років.

## З життєпису
Проживає в місті Одеса. Голова Одеської обласної спілки ветеранів Афганістану з 1995 року, в 2013-му вчергове переобраний.
У січні 2014-го на посаді голови Одеської спілки Афганців замість Радукана Афанасія обраний виконуючим обов'язки заступник голови Одеської ОДА Олег Кураков.
На виборах до Одеської обласної ради 2015 року балотувався від партії «Блок Петра Порошенка „Солідарність“». На час виборів проживав в Одесі, був головою Одеської обласної Спілки ветеранів інвалідів Афганістану.

## Критика
Радукану закидають нецільове використання коштів Одеської обласної спілки ветеранів Афганістану — сумою понад 1 млн гривень в 2007—2008 роках, що він 2012 року побив ветерана Афганської війни Сергія Басова та зламав йому руку, що створив ПП «Інваліди Афганістану» та оформив його на себе і родичів, що є володарем мережі аптек «Афганфарм», де учасники афганської війни знижок не отримують, що сфальсифікував собі статус інваліда війни.

## Нагороди
- орден «За заслуги» II ступеня (13.2.2015)